# ライトノベルアワード
ライトノベルアワード（Light Novel Award）は、角川グループホールディングス（現KADOKAWA）系列の出版社4社（角川書店・富士見書房・メディアワークス・エンターブレイン）が2007年に開催したライトノベルを対象とする文学賞である。

## 概要
4出版社・5レーベルを対象に「ラブコメ部門」「学園部門」「アクション部門」「ミステリー部門」「ノベライズ部門」の各部門に4作品、合計20作品がエントリーされ読者投票により各部門の大賞を決定した。
開催期間や応募方法等の詳細は、後述の外部リンクを参照。

## 参加レーベル
- 角川書店 - 角川スニーカー文庫
- 富士見書房 - 富士見ファンタジア文庫・富士見ミステリー文庫
- メディアワークス - 電撃文庫（サブレーベルの電撃ゲーム文庫も含む）
- エンターブレイン - ファミ通文庫

## 受賞作品一覧
カッコ内は（原作者・イラストレーター/レーベル）。
- ラブコメ部門 - とらドラ!（竹宮ゆゆこ・ヤス/電撃文庫）
- 学園部門 - 鋼殻のレギオス（雨木シュウスケ・深遊/富士見ファンタジア文庫）
- アクション部門 - レンタルマギカ 〜魔法使い、貸します!〜（三田誠・pako/角川スニーカー文庫）
- ミステリー部門 - “文学少女”と死にたがりの道化（野村美月・竹岡美穂/ファミ通文庫）
- ノベライズ部門 - モンスターハンター 狩りの掟（ゆうきりん 原作：カプコン・コヤマシゲト/ファミ通文庫）

## 備考
参加していた4社（メディアワークスは2008年にアスキーと合併し、アスキー・メディアワークスとなった）は全て2013年にKADOKAWAへ吸収合併され、同社の社内ブランドとなった。
メディアファクトリーは開催当時、角川グループ外の企業（リクルート子会社）だったので参加していない。